# 中西元彦
中西 元彦（なかにし もとひこ、Motohiko Nakanishi、1954年10月16日 - ）は、三重県出身の音楽プロデューサー・作曲家・編曲家・演出家。アーティストの育成・プロデュースを行う。

## 来歴・人物
バークリー型の音楽理論からさまざまなパーソナル理論・音律を研究する。作曲者、演奏者の個性を最大限に活かす創作技法として、ジャズ&ポピュラー理論に現代音楽理論等々多種の音楽理論を融合させ、曲想を最大限に表現するための音律構築や、他次元のさまざまな科学的な側面から作曲・編曲・即興のために2020年に新構築した実践的ネオセオリー：HDTMM～High Dimensional Texture Music Method～を提唱する（以下詳細）。
TV-CM音楽やアーティストへの楽曲提供、コンサートや舞台、ファッションショー等のプロデュースや演出も手掛け、デザイナー石野弘子によるファッションショーの専属演出家も務める。アーティストのレッスン、クリニック、育成、プロデュースの他にもビジネスにおけるマーケティング戦略の指導も行っている。
2020年、音楽をはじめ様々な芸術を掘り下げ人間の感性とサイエンスの両面から捉えて創作をするラボラトリー（IAI～Intelligence Arts Institute～）を創設。

## HDTMM
High Dimensional Texture Music Methodとは、ジャズなどにおける新しいインプロヴァイズ手法として、
- Super symmetry technique（超対称性技法）
- Electron orbit approach（KLM軌道アプローチ）
- Compound mode（可変分数コンポジットモード）
- Meta arpeggio（高次複合アルペジオ）
- Integration diatonic scale（和声統合単一スケール）
- Fibonacci sequence diformation scale（フィボナッチ数列応用スケール）
- Multi-layered structure chord（複合多層コード）

など、科学的側面から応用したアプローチによる新しいタイプのミュージックメソッドで現代物理学の「量子論」などを音楽の世界に応用する実践的音楽技法でもある。アーティストの個性が最大限に活かされるコンテンポラリーインプロビゼーション・アドリブ・ハーモニー構築などがよりスピーディーに行えるものとして自身は推奨している。主な作品例として、調性やメロディー・ハーモニー・リズムを自由に紡ぎ、概念を超えた多層次元ポピュラー楽曲「エリアG」等がある。